# Melaneus (Bogenschütze)
Melaneus (altgriechisch Μελανεύς Melaneús) ist in der griechischen Mythologie ein berühmter Bogenschütze.
Melaneus war ein Sohn des Gottes Apollon. Er war König der Dryoper und eroberte Epeiros. Später kam er nach Messenien zu Perieres, der ihm das Land beim Karnasischen Hain zuwies und die dortige Stadt nach seiner Frau Oichalia benannte. Seine Kinder sind Eurytos und Ambrakia, nach der die Stadt Ambrakia im Epeiros benannt wurde.